# دانشگاه ملی سنگاپور

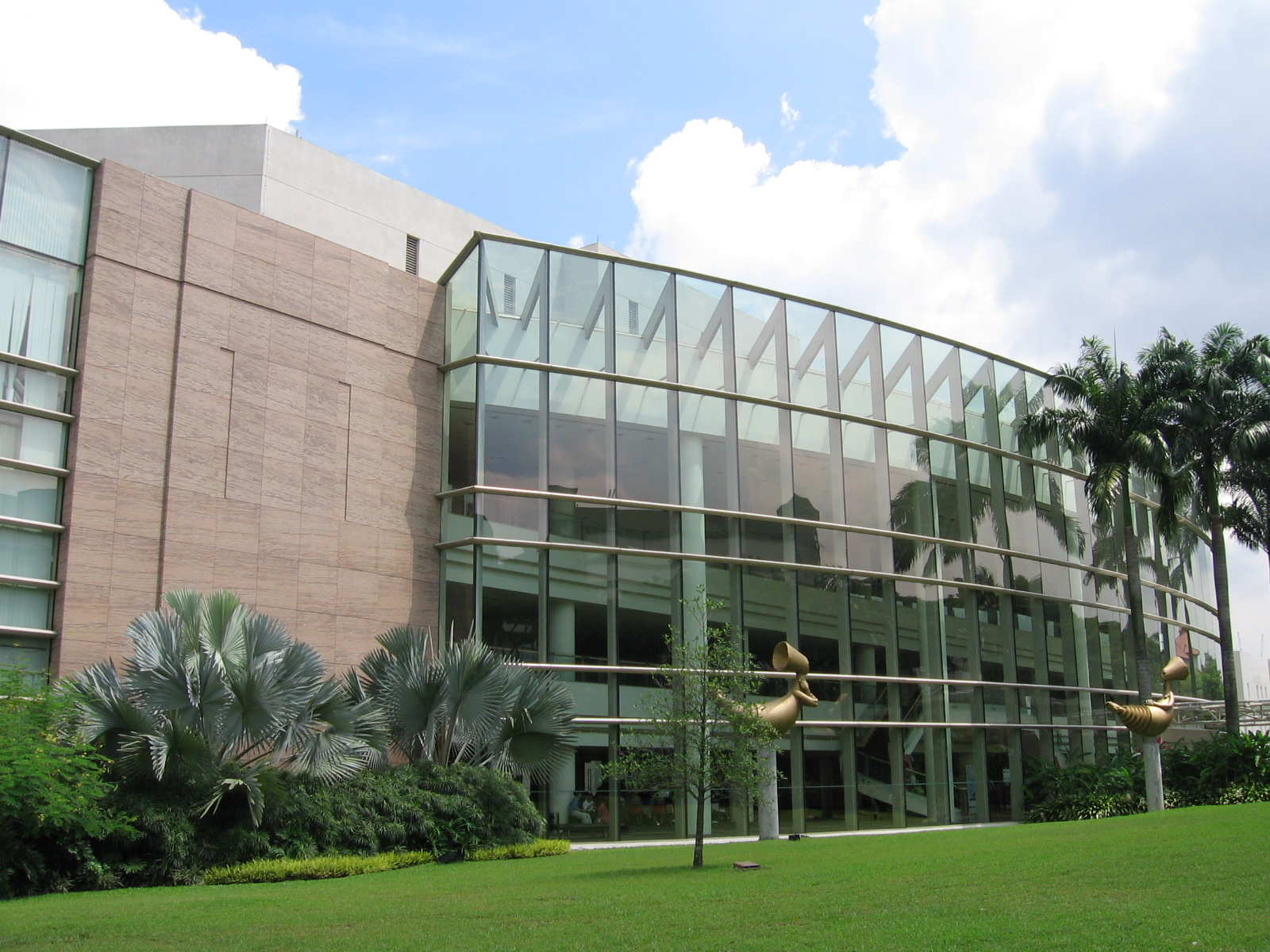
مرکز فرهنگی دانشگاه

دانشگاه ملی سنگاپور (به انگلیسی: National University of Singapore) (کوته‌نوشت: NUS) یک دانشگاه تحقیقاتی دولتی در کوئینزتاون واقع در سنگاپور است که در سال ۱۹۸۰ با ادغام دو دانشگاه نانیانگ و دانشگاه سنگاپور شکل گرفت. این دانشگاه که قدیمی‌ترین دانشگاه سنگاپور است، از نظر تعداد دانشجو نیز بزرگ‌ترین دانشگاه این کشور است. تونی بلر نخست‌وزیر پیشین بریتانیا نام این دانشگاه را در فهرست دانشگاه‌های تحت کمک‌هزینه تونی بلر در کنار نام دانشگاه دورهام و دانشگاه ییل قرار داد. دانشگاه ملی سنگاپور دارای ۱۷ دانشکده و مدرسه در سه پردیس است. دانشگاه ملی سنگاپور بیش از ۳۸۰۰۰ دانشجو از ۱۰۰ کشور را با دیدگاه‌های اجتماعی و فرهنگی متنوع در خود جای داده‌است. NUS همچنین در تلاش برای ایجاد یک محیط حمایتی و نوآورانه برای ترویج شرکت خلاق در جامعه دانشگاهی خود است.

## رنکینگ
بر اساس نظام رتبه‌بندی QS که هرساله برترین دانشگاه‌های جهان را اعلام می‌کند این دانشگاه را در رده ٨ دنیا، ۱ سنگاپور و ۱ آسیا در سال ۲۰۲۶ رتبه‌بندی کرده‌است..

## استادان برجسته
- گیلعاد زاکرمن